# 鲁比·图
鲁比·图（英語：Ruby Tew，1994年3月7日—），新西兰女子赛艇运动员。她曾代表新西兰参加世界赛艇锦标赛，获得一枚银牌和一枚铜牌。她也曾参加2016年和2020年夏季奥林匹克运动会。